# Lijst van oorlogsmonumenten in Limburg (Nederland)

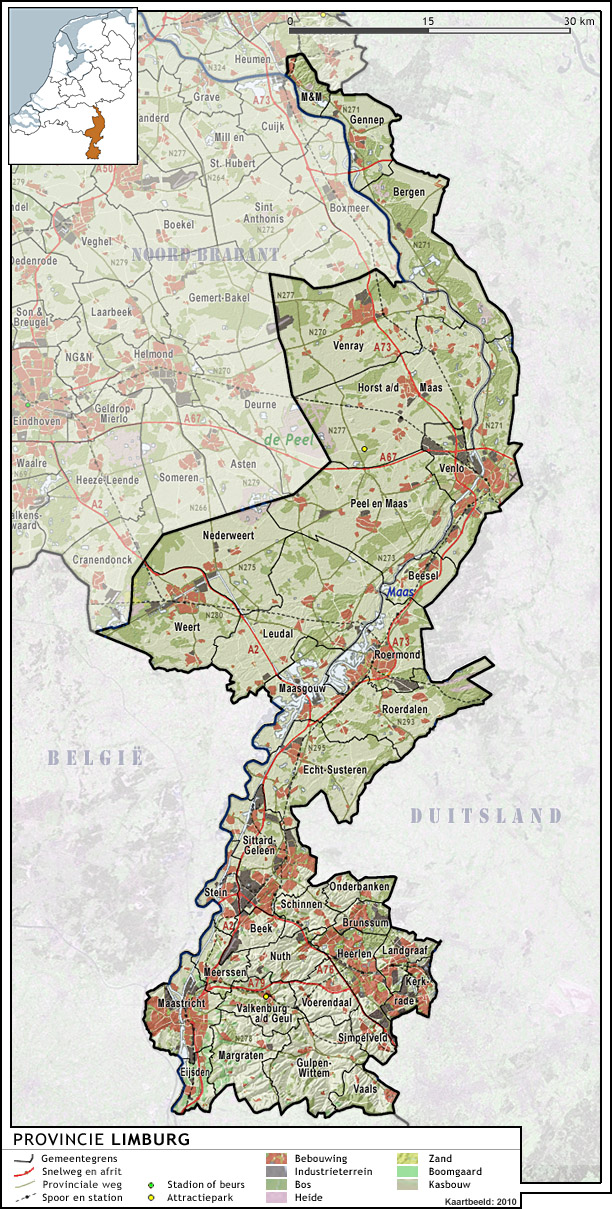
Limburg

In de volgende gemeenten in Limburg bevinden zich oorlogsmonumenten:
- Beek
- Beekdaelen
- Beesel
- Bergen
- Brunssum
- Echt-Susteren
- Eijsden-Margraten
- Gennep
- Gulpen-Wittem
- Heerlen
- Horst aan de Maas
- Kerkrade
- Landgraaf
- Leudal
- Maasgouw
- Maastricht
- Meerssen
- Mook en Middelaar
- Nederweert
- Peel en Maas
- Roerdalen
- Roermond
- Simpelveld
- Sittard-Geleen
- Stein
- Vaals
- Valkenburg aan de Geul
- Venlo
- Venray
- Voerendaal
- Weert